# Pierre Pachet
Pierre Pachet, né le 9 décembre 1937 à Paris et mort le 21 juin 2016 dans la même ville, est un écrivain et essayiste français.

## Biographie

### Famille
De parents d'origine russe, il est le père de Yaël Pachet et du scientifique François Pachet, ainsi que l'oncle de Colombe Schneck, écrivaine et journaliste et d'Antoine Schneck, photographe.
Son père, mort en 1965, est un juif d'Odessa devenu citoyen roumain. Il part faire ses études de médecine en France et s’y installe. Ses enfants y naissent, dont Pierre en 1937.
Lorsque les Allemands envahissent la France en 1940, il décide de ne pas déclarer les siens comme juifs et inscrit ses enfants dans une école catholique. La famille s’installe à Saint-Étienne. À la Libération, il ouvre un cabinet de stomatologie à Vichy.

### Carrière
Maitre de conférences, il a publié des ouvrages consacrés à la littérature (Le Premier Venu, Les Baromètres de l'âme, Un à Un), au rêve (Nuits étroitement surveillées, La Force de dormir), aux soubresauts de l'Europe de l'Est (Fiodorov et Mourjenko - Camp n°389/36, Le Voyageur d'Occident, Conversations à Jassy).
De formation helléniste, il est l'auteur d'une traduction de La République de Platon chez Gallimard.
Une partie de son œuvre est autobiographique (Autobiographie de mon père, Adieu).
Depuis les années 1970 et jusqu'à la crise qui conduit au départ de l'équipe du journal, il est membre du comité de rédaction de La Quinzaine littéraire, bimensuel au format tabloïd fondé par Maurice Nadeau. Outre des comptes rendus de livres, il y publie une chronique mensuelle intitulée « Loin de Paris », puis « Désoccupé ». Il est ensuite membre de la direction éditoriale d'En attendant Nadeau.

### Décès
Il meurt le 21 juin 2016,. Il est enterré au cimetière de Hédé auprès de son épouse Soizic.
Le 28 septembre 2018, un tag antisémite est découvert sous une plaque commémorative à son nom dans le 3e arrondissement de Paris.

### Prix
- 2011 : prix Roger-Caillois

## Œuvre
- Du bon usage des fragments grecs, Paris, Le Nouveau commerce, 1976
- Le Premier Venu (essai sur la politique baudelairienne), Paris, Éditions Denoël, coll. « Les Lettres nouvelles », 1976
- De quoi j'ai peur (essai), Paris, Gallimard, 1980
- Nuits étroitement surveillées (études psychologiques), Paris, Gallimard, 1981
- La Violence du temps : Fiodorov et Mourjenko - Camp n°389/36, Paris, Éditions du Seuil, coll. « L'Histoire immédiate », 1982
- Le Voyageur d'Occident (Pologne octobre 1980), Paris, Gallimard, 1983  (ISBN 978-2-0702-3537-7)
- Autobiographie de mon père, Paris, Belin, 1987 - Paris, Le Livre de poche, coll. « Biblio Romans », 2006  (ISBN 978-2-2530-8287-3)
- La Force de dormir (études sur le sommeil en littérature), Paris, Gallimard, 1988  (ISBN 978-2-0707-1348-6)
- Les Baromètres de l'âme. Naissance du journal intime, Paris, Hatier, coll. « Brèves/Littérature », 1990 - Paris, Le Bruit du temps, coll. « Poche », 2015  (ISBN 978-2-3587-3081-5)
- Un à Un. De l'individualisme en littérature - Michaux, Naipaul, Rushdie, Paris, Éditions du Seuil, 1993
- Le Grand Âge, Cognac, Le Temps qu'il fait, 1993
- La République (Platon), traduction, Gallimard  (ISBN 9782070328048), 1993.
- Conversations à Jassy, Paris, Éditions Maurice Nadeau, 1997  (ISBN 978-2-8623-1141-8)
- L'Œuvre des jours, Belval, Éditions Circé, 1999  (ISBN 978-2-8424-2025-3)
- Adieu, Belval, Éditions Circé, 2001  (ISBN 978-2-8424-2116-8)
- Aux Aguets (essais sur la conscience et l’histoire), Paris, Éditions Maurice Nadeau, 2002  (ISBN 978-2-8623-1177-7)
- L'Amour dans le temps (essai autobiographique), Paris, Calmann-Lévy, 2005  (ISBN 978-2-7021-3569-3)
- Loin de Paris (chroniques 2001-2005), Paris, Éditions Denoël, 2006  (ISBN 978-2-2072-5791-3)
- Devant ma mère (récit autobiographique), Paris, Gallimard, 2007  (ISBN 978-2-07-078323-6)
- Sans amour, Paris, Denoël, 2011  (ISBN 978-2-2071-1056-0)
- L'Âme bridée : essai sur la Chine aujourd'hui, Paris, Le Bruit du temps, 2014  (ISBN 978-2-35873-065-5)

### Collectifs
- Lacan & la littérature, Eric Marty, Catherine Millot, Erik Porge, Pierre Pachet, Éd. Manucius, 2005  (ISBN 978-2-8457-8044-6)
- Che vuoi ? n° 23, Destins des traces, Jean-Pierre Lehmann, René Major, Philippe Beucké, Pierre Pachet, éd. L’Harmattan, 2005  (ISBN 978-2-7475-8690-0)
- Bêtise de l'intelligence, Jean-Louis Faure, Pierre Pachet, Paris, éd. Joca Seria, 2006  (ISBN 978-2-8480-9067-2)
- Pour Mozart, Jean-Yves Masson, André Markowicz, Pierre Pachet, Claude Mouchard, éd. Laurence Teper, 2006  (ISBN 978-2-9160-1005-2)